# Седдон, Томас

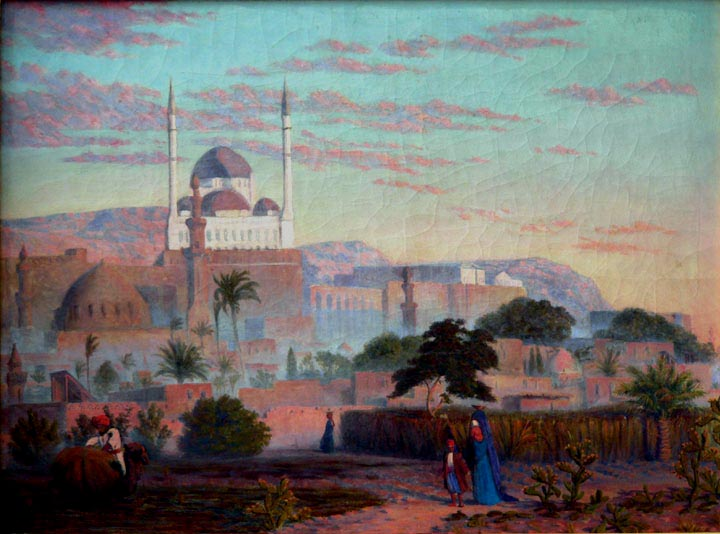
Каирская цитадель, 1856

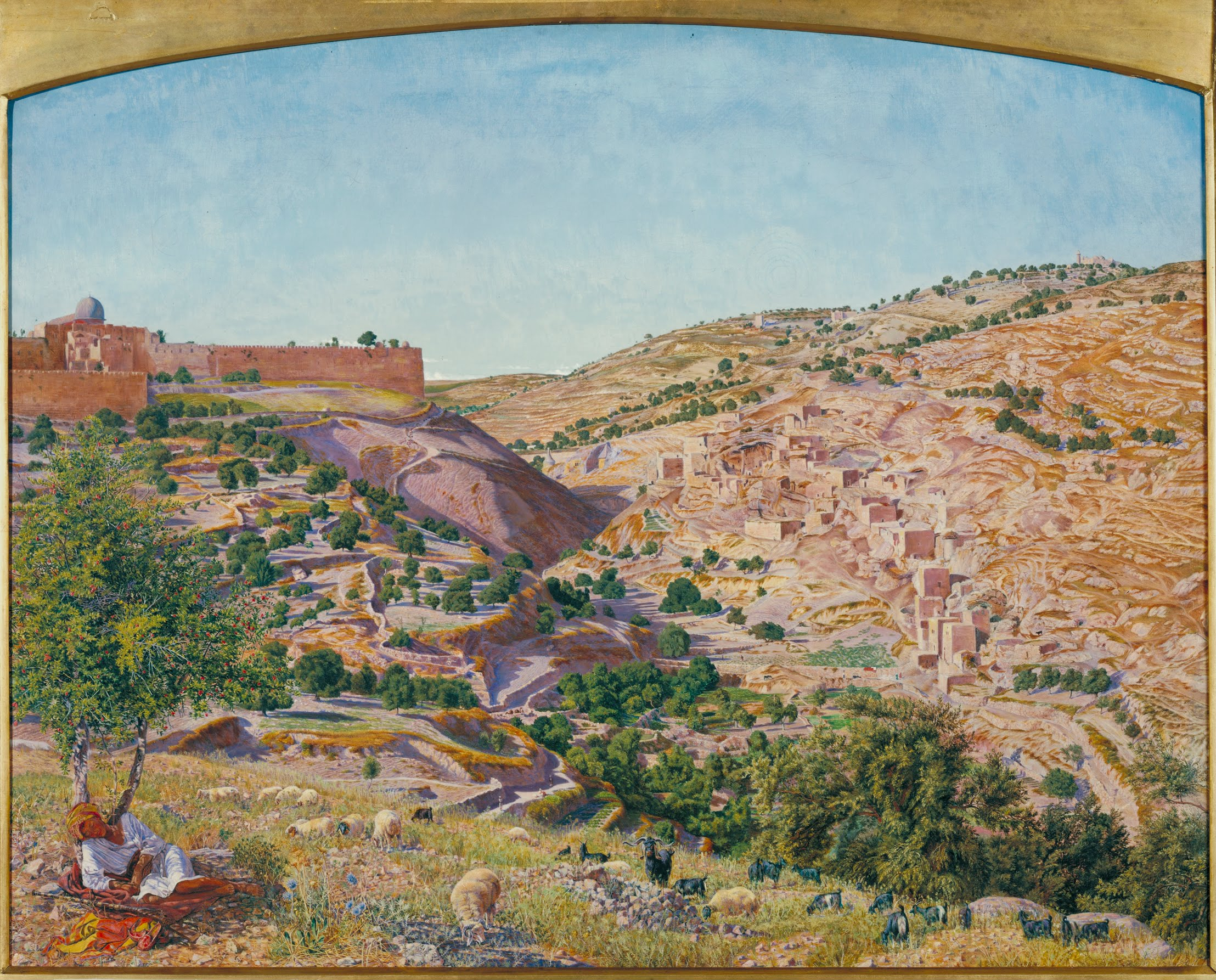
Jerusalem and the Valley of Jehoshaphat from the Hill of Evil Counsel, 1854. (Тейт Британия)

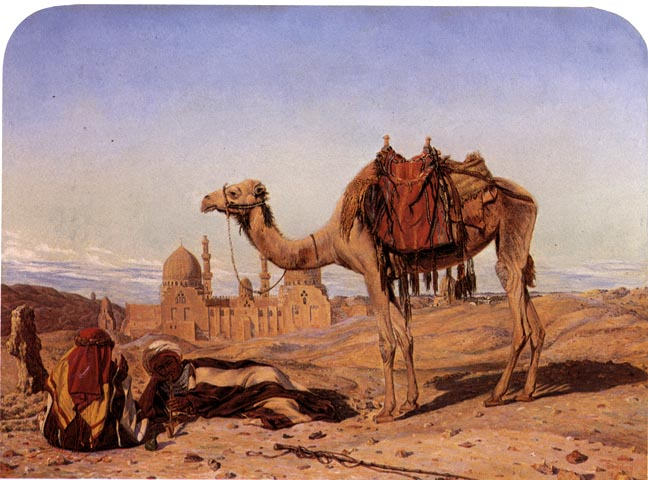
Арабы и верблюды у «города мёртвых»

Томас Седдон (англ. Thomas Seddon; 28 августа 1821, Лондон — 23 ноября 1856, Каир) — британский художник, пейзажист, ориенталист, представитель прерафаэлитизма. Был другом Данте Габриэля Россетти и Джорджа Прайса Бойса.

## Биография
Родился в семье столяра-краснодеревщика, имевшего предприятие по изготовлению мебели. В 1842 отправился в Париж для изучения техники декорирования мебели. Вернувшись на родину, стал работать проектантом на мебельной фабрике отца.
В 1849 совершил свои первые поездки в Уэльс и Бретань во время которых написал ряд пейзажей. В 1852 впервые провёл выставку своих работ в Королевской Академии художеств.
Переломным в творчестве Т. Седдона стало путешествие в Египет в конце 1853 года, где он повстречал Уильяма Холмана Ханта, одного из основателей Братства прерафаэлитов, под влиянием которого некоторое время творил.
Под впечатлением красот Египта и Палестины, художник провёл там более года, в Англию вернулся через Францию в 1855 г.
В 1856 вновь отправился в Каир, но по дороге заболел дизентерией и умер.
В 1857 году состоялась посмертная выставка картин Седдона в галерее художественного общества Лондона. Несколько работ художника хранятся сейчас в Лондонской Национальной галерее и Тейт Британия.

## Избранные картины
- In the Desert (1854),
- The Mountains of Moab (1854) (Тейт Британия),
- Jerusalem and the Valley of Jehoshaphat from the Hill of Evil Counsel (1854-55) (Лондонская Национальная галерея),
- View on the Nile (1855), (Тейт Британия),
- Pyramids at Gizeh (1855),
- Mount Zion (около 1855),
- The Citadel of Cairo (1856).